# Amsterdamsche FC DWS
Der Amsterdamsche Football Club DWS ist ein niederländischer Fußballverein aus Amsterdam.

## Geschichte
Gegründet wurde der Verein 1907 als Fortuna, hieß bald darauf Heracles und ab 1909 D.W.S. Die Abkürzung steht für Door Wilskracht Sterk (Durch Willenskraft Stark). In der Saison 1934/35 erreichte D.W.S. erstmals die Meisterschaft in der Eerste klasse (Gruppe West-II), scheiterte jedoch in der Meisterschaftsendrunde unter anderem an der siegreichen Eindhovener PSV. 1958 fusionierte D.W.S. mit BVC Amsterdam und nannte sich zunächst DWS/A; der Fusionsverein übernahm den Platz von BVC in der Eredivisie. 1962 erfolgte die Umbenennung in Amsterdamsche FC DWS (A.F.C. D.W.S.), kurz wieder D.W.S. Der größte Erfolg wurde 1964 erreicht, als das Team Niederländischer Meister wurde und anschließend im Europapokal der Landesmeister bis ins Viertelfinale vorstieß. Dort musste man sich Győri Vasas ETO aus Ungarn geschlagen geben. In der Folgesaison konnte der A.F.C. noch die Vizemeisterschaft erreichen.
Seit die Profiabteilung 1972 mit Blauw Wit Amsterdam zum FC Amsterdam fusionierte, dem sich zur Saison 1973/74 noch die Profiabteilung von De Volewijckers anschloss, spielt der DWS nur noch im Amateurbereich. In der Spielzeit 2022/23 treten die Amstelstädter in der siebtklassigen Zaterdag - Tweede Klasse A an.

## Erfolge
- Niederländische Meisterschaft:
  - Meister 1964
  - Vizemeister 1965
- Europapokal der Landesmeister
  - Viertelfinale 1965